# Der mystische Masseur
Der mystische Masseur (englisch: The Mystic Masseur, Erstveröffentlichung 1957) ist der erste Roman des Trinidader Literaturnobelpreisträgers V. S. Naipaul.

## Handlung
Im kolonialen Trinidad der 1940er Jahre beendet der halbgebildete indischstämmige Ganesh Ramseyor aus Eigendünkel seine kurze Karriere als Lehrer und zieht mit seiner Frau Leela aufs Land mit dem Ziel, ein berühmter Schriftsteller zu werden. Abgesehen von einem einfältigen Traktat über den Hinduismus, das er auf eigene Kosten drucken lässt, kommt nichts dabei heraus. Nach langen Frustrationen beschließt Ganesh auf Anraten seines Freundes Beharry, sein Glück als ein „Masseur“ (Wunderheiler) zu versuchen. Mit einigen Heilungserfolgen (in der Regel durch Scharlatanerie) und der Zurschaustellung seiner beeindruckenden Privatbibliothek erlangt Ganesh Popularität und fühlt sich ermutigt, in die Politik zu gehen. Es gelingt ihm, seinen Nebenbuhler, den Pandit Narayan, auszustechen und sich zum Vorsitzenden einer einflussreichen Hinduorganisation wählen zu lassen. Mit der Wahl in den Legislative Council der Kolonie erreicht Ganeshs Karriere ihren Höhepunkt.

## Veröffentlichungsgeschichte
Nach der Lektüre des Manuskripts zu Naipauls Kurzgeschichtensammlung Miguel Street ermutigte der Londoner Verleger André Deutsch den noch unbekannten Autor, zunächst einen kurzen Roman zu veröffentlichen. Der mystische Masseur erschien 1957 in Deutschs Verlag. Ein Jahr nach der Veröffentlichung wurde Naipaul für den Masseur mit dem John Llewellyn Rhys Prize ausgezeichnet. Die deutsche Übersetzung von Karin Graf erschien 1984 im Verlag Kiepenheuer und Witsch.
Der Roman wurde 2001 von Ismail Merchant verfilmt.

## Ausgaben
- The Mystic Masseur. André Deutsch, London 1957. (Erstausgabe)
- Der mystische Masseur. Übersetzt aus dem Englischen von Karin Graf. Kiepenheuer und Witsch, Köln 1984, ISBN 9783462016567.